# ستيف كليمنتي
ستيف كليمنتي (بالإنجليزية: Steve Clemente)‏ مواليد 22 نوفمبر 1885 في المكسيك - الوفاة 7 مايو 1950 في لوس أنجلوس، هو ممثل أمريكي بدأ مسيرته الفنية سنة 1914. امتدت مسيرته الفنية لأكثر من 28 عاما.

## الأعمال
- كينغ كونغ
- يعيش فيلا
- راع البقر والسيدة
- عربة الجياد

## روابط خارجية
- ستيف كليمنتي على موقع IMDb (الإنجليزية)
- ستيف كليمنتي على موقع ألو سيني (الفرنسية)
- ستيف كليمنتي على موقع أول موفي (الإنجليزية)
- ستيف كليمنتي على موقع قاعدة بيانات الأفلام السويدية (السويدية)
- ستيف كليمنتي على موقع قاعدة بيانات الفيلم (الإنجليزية)
- ستيف كليمنتي على موقع كينوبويسك (الروسية)